# Island Storm
Maillots
Le Island Storm sont une franchise de basket-ball située à Charlottetown, Île-du-Prince-Édouard, créés en 2011 sous le nom de Summerside Storm et faisant partie de la Ligue nationale de basketball du Canada. Ils disputent leurs rencontres à domicile au Charlottetown Civic Centre.